# George Willem Vreede

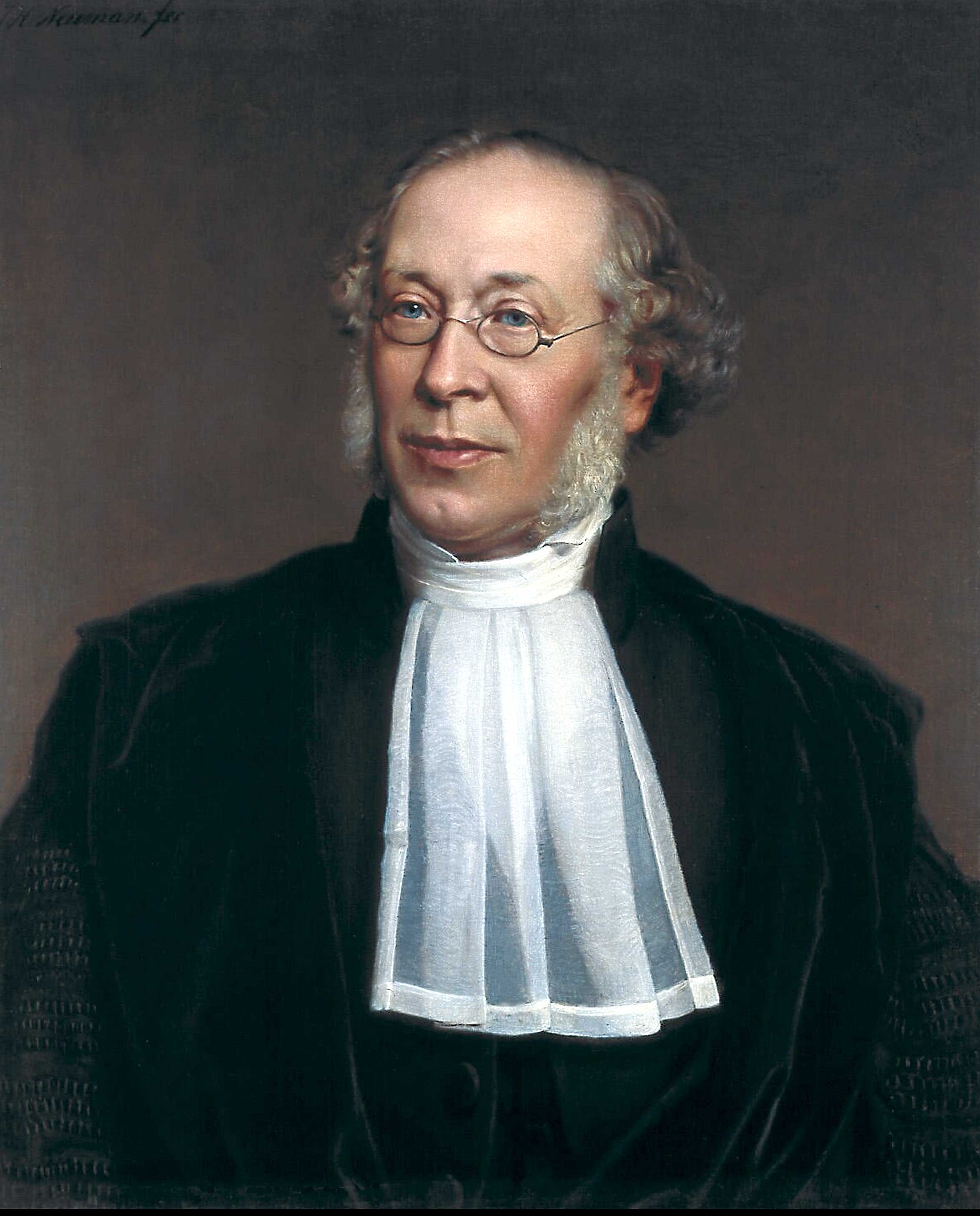
George Willem Vreede

George Willem Vreede (* 14. April 1809 in Tilburg; † 29. Juni 1880 in Utrecht) war ein niederländischer Rechtswissenschaftler und Rechtshistoriker. 

## Leben
George Willem war der Sohn des Paulus Vreede (* 29. Juni 1779 Emmerik; † 23. April 1842 in Tilburg) und der Franziska Charlotte von Abel (* 17. Mai 1783 in Stuttgart; † 1. Februar 1858 ebenda). 1821 hatte er das Gymnasium in Leiden besucht, 1825 begann er seine Studien der Rechte an der Universität Gent und setzte diese 1827 an der Universität Löwen fort. Die Ereignisse der Belgischen Revolution nötigten ihn die belgischen Gebiete zu verlassen. So kehrte er nach Leiden zurück, wo er sich am 21. März 1831 an der dortigen Universität immatrikulierte und am 25. März 1831 mit der Abhandlung De origine atgue incrementis libertatis Anglorum zum Doktor der Rechte promovierte. Danach arbeitete er als Anwalt in Den Haag und ab September 1832 in gleicher Eigenschaft in Gorinchem. Am 5. Februar 1841 erhielt er einen Ruf als Professor für Staats- und Völkerrecht an der Universität Utrecht, begann am 29. März 1841 seine ihm übertragene Aufgabe und hielt seine Einführungsrede De Anonio Matthaeo primo iuris criminalis in academia ultrajectina doctore. 
Vreede hatte sich vor allem auf dem Gebiet der niederländischen Rechtsgeschichte und der Geschichte der Diplomatie einen Namen erworben. Politisch etablierte er sich als ein Gegner Wilhelm I. der Niederlande und Johan Rudolf Thorbeckes. Als Utrechter Hochschullehrer beteiligte er sich auch an den organisatorischen Aufgaben der Hochschule und war 1845/46 sowie 1860/61 Rektor der Alma Mater. Bei der Niederlegung der Aufgaben hielt er 1846 die Rede De studio iuris publici in patria nostra theoretico und 1861 die Rede De juris publici et gentium praeceptis a liberae Europae civitatibus adversus vim ac dolum potentiorum forliter tuendo. 1850 wurde er Mitglied der Königlich Niederländischen Akademie der Wissenschaften. Die Académie royale des Sciences, des Lettres et des Beaux-Arts de Belgique nahm ihn 1869 als assoziiertes Mitglied auf. 1879 wurde er aus seiner Professur emeritiert.

## Familie
Vreede heiratete am 28. Juli 1837 in Oirschot Anna Catharina Hoff (* 11. November 1815 in Leeuwarden; † 29. April 1877 in Utrecht), die Tochter des Albert Hoff und der Johanna de Jong. Aus der Ehe stammen neun Kinder. Von diesen kennt man: 
- Pauline Françoise Charlotte Vreede (* 8. Juli 1838 in Gorinchem; † 2. April 1917 in Utrecht) verh. Samuel Deketh
- Albert Cornelis Vreede (* 29. Januar 1840 in Gorinchem; † 20. August 1908 in Leiden) Indologe
- Maria Amelia Vreede (* 3. November 1841 in Utrecht; † 8. Juni 1885 ebenda)
- Johanna Margaretha Vreede (* 4. Oktober 1843 in Utrecht; † 1. November 1911 in Ermelo) verh. 16. Mai 1867 mit Jean Charles van Heukelom (* 25. Februar 1840 in Amsterdam; † 3. Oktober 1912 ebenda)
- Carolina Frederica Ferdinanda Vreede (* 2. Januar 1845 in Utrecht; † 29. September 1846 ebenda)
- Ferdinand Conrad Vreede (* 21. September 1846 in Utrecht; † 21. Mai 1865 ebenda)
- George Willem Vreede (* 9. November 1847 in Utrecht; † 27. November 1885 in New Castle (Natal))
- Anna Carolina Sophia Vreede (* 15. Juli 1849 in Utrecht; † 26. August 1940 in Velp) verh. 26. Juli 1878 in Utrecht mit IJsbrand Dirk Muller Massis (* 2. Januar 1846 in Leiden; † 28. Mai 1923 in Velp)
- Marie Elise Louise Therese Vreede (* 28. Januar 1852 in Utrecht)

## Werke (Auswahl)
- Specimen historico-politicum inaugurale de origine atque incrementis libertatis Anglorum. Leiden, 1831 (Online)
- Iets bij den dood van Gysbert Karel grave van Hogendorp. Gorinchem 1834 (Online)
- De verdiensten onzer voorouders in het vak der diplomatie vluchtig geschetst. Gorinchem 1835 (Online)
- Geschied- en letterkundige herinneringen. Gorinchem 1836 (Online)
- Iets over Jacob en Wilhelm Grimm, gewezen Hoogleeraren te Göttingen. Utrecht 1837 (Online)
- Nederland en Zweden in staatkundige betrekking (1523-1611). Utrecht, 1841–1844 (1. Bd. Online)
- Ontwerpen van strafwetten en regtspleging voor het krijgsvolk te lande en te Water, vervaardigd onder de Regering van Koning Lodewyk Napoleon. Utrecht 1842 (Online)
- Aanteekeningen naar aanleiding van onuitgegeven stukken op het werk van Mr. C. M. van der Kemp: Maurits van Nassau, Prins van Oranje, in zijn Leven, waardigheden en verdiensten voorgesteld. Utrecht 1844 (Online)
- Iets over wylen den hoogleeraar Joan. Hugo van Bolhuis. 1844 (Online)
- De regeering en de natie sedert 1672 tot 1795. Amsterdam, 1845 (Online)
- Beschouwing der openbare meening. Amsterdam 1846 (Online)
- Bijdrage tot de geschiedenis der Omwenteling van 1795 tot 1798. Amsterdam, 1847–1851, 2. Bde. (1. Bd. Online)
- De invloed der wetenschap op het openbaar leven van van minister van Staat, G. A. G. P. baron van der Capellen van Berkenwoude. Utrecht 1848 (Online)
- Herinneringen van een staatsman betrekkelijk de verheffing van Willem I tot Souverein-Vorst der vereenigde Nederlanden, ter vereffening der Polemiek het Mr. G. Groen van Prinsterer. Amsterdam 1850, (Online)
- De Russische schuld: bedenkingen tegen de Conventie van 30/18 Augustus 1850. Amsterdam 1851 (Online)
- Inleiding tot eene geschiedenis der Nederlandsche diplomatie. Utrecht, 1850–1865, 5. Bde. (1. Bd. Online), (2. Bd., 1. Teil Online), (2. Bd., 2. Teil Online)
- Nederland en Cromwell. Utrecht 1853 (Online)
- Levensberigt van Hugo, baron van Zuylen van Nyevelt. 1853 (Online)
- Neerlands vroegen Alliantiën. Utrecht 1856 (Online)
- Anti-Napoleontische vertoogen. Utrecht 1859 (Online)
- Oranje en de Bataafsche Republiek, in diplomatische betrekking tot den eersten Napoleon. Utrecht 1859 (Online)
- De vrijwording van Noord-Brabant in 1795. 1859 (Online)
- Over de volkenregtelijke dwaalleer der natuurlijke grenzen. Utrecht 1860 (Online)
- Levensberigt van Mr. Cornelius van Marle. 1861 (Online)
- Oratio de juris publici et gentium praeceptis, a liberae Europae civitatibus adversus vim ac  dolum Potentiorum Fortiter Tuendis. Utrecht 1861 (Online)
- Geschiedenis der Diplomatie van de Bataafsche Republiek. Utrecht, 1863–1865, 2. Bde. (1. Bd. Online)
- L'Angleterre et la liberté du continent. Utrecht 1866 (Online)
- Examen de la question du barrage de l'Escaut Oriental. Utrecht 1867 (Online)
- Frederika Sophia Wilhelmina en L.P. van de Spiegel. Utrecht, 1868 (Online)
- Le conservateur: revue de droit international. Utrecht 1868 (Online)
- Een twintigjarige Strijd. Utrecht 1869 (Online)
- Republiek of constitutionele monarchie? Utrecht 1869 (Online)
- Het leven van Mr. P. P. J. Ondaatje door Mevr. C. M. Davies. Utrecht 1870 (Online)
- Onze volksgeest, vóór en na de Grondwetherziening van 1848: teekenen des Tijds. Utrecht 1870 (Online)
- La réconstruction de l'empire d'Allemagne et la liberté de l'Europe. Utrecht 1871 (Online)
- Voorouderlijke wijsheid in hagchelijke tijden. Utrecht, 1872 (Online)
- Een blik op Noordbrabants materiëlen vooruitgang en politische ontwikkeling sendert 1813. ‚s-Hertogenbosch 1873 (Online)
- Mr. Laurens Pieter van de Spiegel en zijne tijdgenooten, 1737-1800. Middelburg, 1874–1877, 4. Bde.
- La Souabie, après la paix de Bâle. Recueil de documents diplomatiques et parlementaires. Utrecht, 1879
- Levensschets van G.W. Vreede, naar zijn eigen handschrift uitgegeven. Leiden, 1883 (Online)